# 국가가 부른다 (XTM 프로그램)
《국가가 부른다》는 2013년 12월 5일부터 2014년 1월 9일까지 XTM에서 방송되었던 서바이벌 텔레비전 프로그램이다. 650여명 가운데 뽑힌 특수부대 출신 민간인과 연예인 32명을 대상으로 밀리터리 임무 계열 미션을 진행하여 최후의 1인을 선정한다.

## 최종 1~3위
| 순위 | 이름   | 소속       |
| ---- | ------ | ---------- |
| 1위  | 한경우 | 해병수색대 |
| 2위  | 이진봉 | 특전사707  |
| 3위  | 전상우 | UDT        |

## 기타 참가자들
| 이름   | 소속              |
| ------ | ----------------- |
| 최필립 | 해병대 공수교육대 |
| 김성식 | 특전사            |
| 이상인 | 카투사            |
| 김지호 | 상무대            |
| 리키김 | 미필              |
| 조지욱 | 백골              |
| 민경인 | 특전사            |
| 박재경 | 특전사707         |
| 박정교 | 특전사            |
| 박종순 | UDT               |
| 박태성 | 백골              |
| 배성우 | 특전사            |
| 송희서 | 특전사            |
| 안홍찬 | 특전사707         |
| 유우성 | 정보사            |
| 이건국 | UDT               |
| 이경준 | 특전사            |
| 이봉근 | 특전사707         |
| 김지섭 | 특전사            |
| 이수철 | 정보사            |
| 이영덕 | 정보사            |
| 이웅희 | 해병수색대        |
| 이준구 | 특전사            |
| 김범   | 수방사            |
| 강정환 | 특전사            |
| 표국찬 | 정보사            |
| 문일권 | 8군단 특공        |
| 허현도 | 백마              |
| 홍은선 | 해병대            |